# Anne Dsane Andersen
Anne Dsane Andersen (Randers, 10 novembre 1992) è una canottiera danese, vincitrice della medaglia di bronzo nel 2 senza femminile a Rio de Janeiro 2016 in coppia con Hedvig Rasmussen.

## Palmarès
- Giochi olimpici

Rio de Janeiro 2016: bronzo nel 2 senza.